# Айоли
Айо́ли (фр. aïoli, или all i oli, что значит «чеснок-и-оливковое масло») — соус из чеснока и оливкового масла, очень популярный на северном побережье Средиземного моря — от Испании до Италии. В разных вариантах в соус может быть добавлено также яйцо (или только желток, или только белок), лимонный сок, вода. В соус добавляют также горчицу, а в Каталонии — грушу. В средиземноморской кухне айоли традиционно подают с морепродуктами, рыбными супами, жареной курицей и гренками. В каталонской кухне айоли употребляют вместе с жареными на гриле ягнёнком и овощами, а также паэльей. На Мальте в классический состав айоли добавляют помидоры или крошки галет. Обычно подают комнатной температуры. В Провансе айоли (или, более официально, Le Grand Aïoli) называют законченное блюдо, состоящее из отварных овощей (обычно используют морковь, картофель и стручки фасоли), отварной рыбы (свежей или вымоченной солёной трески) и варёных яиц, подаваемых с соусом айоли. Во Франции айоли подают с ассорти из морепродуктов к отварным креветкам и морским улиткам.
Приготовление классического айоли — это процесс перетирания в ступке чеснока с постепенным добавлением небольшого количества оливкового масла, приводящий к получению однородного и очень насыщенного на вкус соуса. Крупную соль добавляют в начале перетирания, чтобы облегчить превращение чеснока в однородную массу.